# Сосновый Бор (Амурская область)
Сосно́вый Бор — село в Зейском районе Амурской области России. Административный центр Сосновоборского сельсовета.
Село приравнено к районам Крайнего Севера.

## География
Расположено примерно в 1 км от правого берега реки Зея, в 5 км к юго-западу от районного центра, города Зея, на автодороге областного значения Зея — Тыгда (село Тыгда расположено на Транссибе и вблизи федеральной трассы Чита — Хабаровск).

## Население
| 2002 | 2010 | 2012 | 2013 | 2014 | 2015 | 2016 |
| ---- | ---- | ---- | ---- | ---- | ---- | ---- |
| 755  | ↘686 | ↘674 | ↗704 | ↗712 | ↗737 | ↗755 |
| 2017 | 2018 |      |      |      |      |      |
| ↘753 | ↗761 |      |      |      |      |      |